# St. Laurentius (Tröbersdorf)

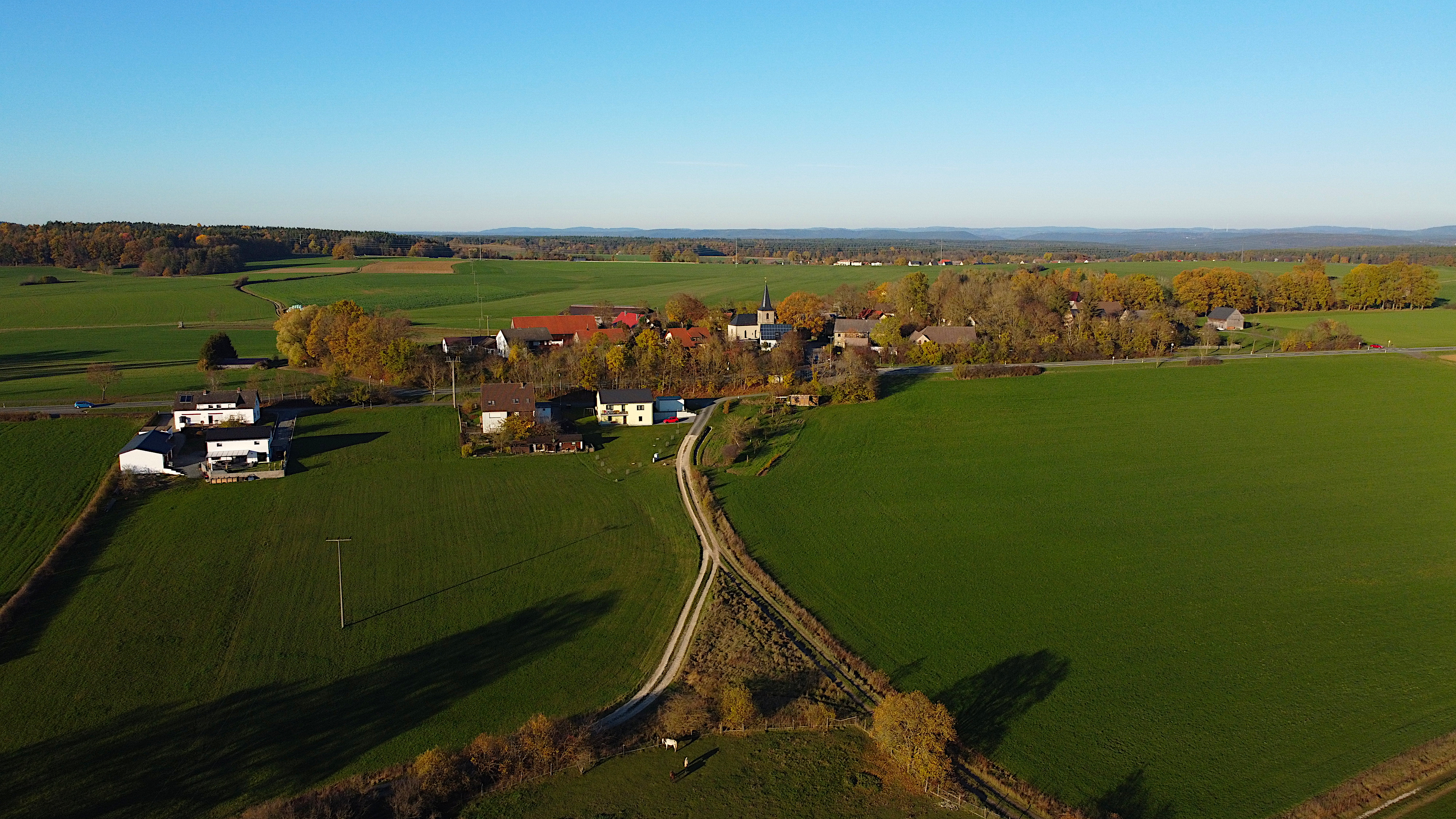
Blickrichtung Norden, Bildmitte: ev.-luth. Filialkirche St. Laurentius

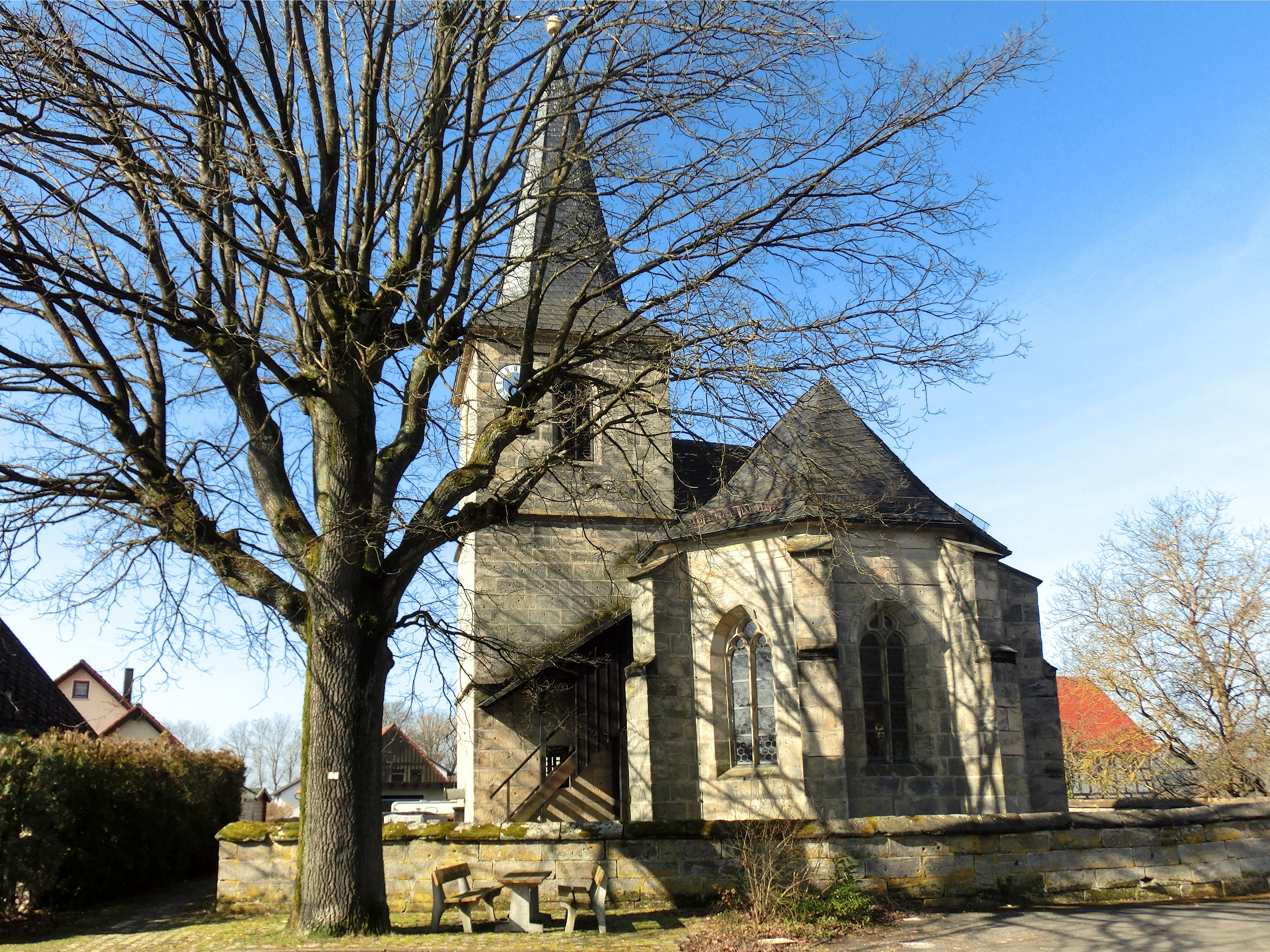
St. Laurentius (Tröbersdorf)

Die denkmalgeschützte, evangelisch-lutherische Filialkirche St. Laurentius steht in Tröbersdorf, einem Gemeindeteil von Eckersdorf im Landkreis Bayreuth (Oberfranken, Bayern). Die Kirche ist unter der Denkmalnummer D-4-72-131-22 als Baudenkmal in der Bayerischen Denkmalliste eingetragen. Die Kirche gehört zur Pfarrei Mistelgau im Dekanat Bayreuth-Bad Berneck im Kirchenkreis Bayreuth der Evangelisch-Lutherischen Kirche in Bayern.

## Beschreibung
Die Saalkirche wurde aus Quadermauerwerk anstelle der 1450 errichteten Kapelle erbaut. Sie wurde im Dreißigjährigen Krieg zerstört und bis 1653 wieder aufgebaut. Ihr dreiseitig geschlossener Chor, der von Strebepfeilern gestützt wird, zwischen denen sich Maßwerkfenster befinden, und die beiden unteren Geschosse des im Süden angebauten Chorflankenturms stammen aus dem 15. Jahrhundert. Das mit einem Walmdach bedeckte Langhaus wurde 1712 erhöht. In diesem Jahr wurde der Chorflankenturm um ein Geschoss aufgestockt, das die Turmuhr und den Glockenstuhl beherbergt, und mit einem achtseitigen, schiefergedeckten Knickhelm bedeckt. Die im Zweiten Weltkrieg abgelieferten zwei Kirchenglocken wurden 1953 und 1968 ersetzt. Aus dem Jahr 1712 stammt die Kirchenausstattung, wie der Altar und die Kanzel. Die Orgel auf der Empore wurde 1866 von Ludwig Weineck gebaut.